# Mord w Drzewicy
Mord w Drzewicy – zbrodnia na tle rabunkowo-ideologicznym, dokonana 22 stycznia 1943 roku przez komunistycznych partyzantów z oddziału Gwardii Ludowej pod dowództwem Izraela „Lwa” Ajzenmana, na siedmiu mieszkańcach miasteczka Drzewica.
Piotr Gontarczyk uważa, że zamordowano dwóch cywili i pięciu członków Narodowych Sił Zbrojnych, natomiast Czesław Brzoza i Andrzej Sowa napisali o siedmiu działaczach NOW, SN i NSZ. Zdaniem historyków związanych ze środowiskiem kombatanckim GL-AL zabójstwa te były odpowiedzią na wcześniejszy mord na kilku członkach GL. Bohdan Urbankowski twierdzi, że kłamstwo o odwecie jest podtrzymywane do dzisiaj, a zamordowano jednego członka przedwojennego SN i NOW-AK oraz czterech członków NSZ i dwóch cywili. Leszek Żebrowski natomiast uważa, że zabitych członków NSZ było pięciu, jeden działacz SN będący zarazem żołnierzem NOW-AK i jeden cywil.

## Przebieg wydarzeń
Oddział GL, zwany od pseudonimu przywódcy „Lwami”, składał się w większości z żydowskich uciekinierów z gett w Opocznie, Przysusze i Drzewicy. Jak podaje Martin Gilbert, grupa była denuncjowana Niemcom przez polskich antysemitów i nie mogła liczyć na wsparcie chłopów ze względu na pochodzenie etniczne jej członków.
Ajzenman był przed wojną kilkukrotnie karany więzieniem za rabunki z bronią w ręku i kradzieże sklepowe. Do napadu, nazwanego przez komunistów „czyszczeniem terenu”, doszło 22 stycznia 1943. Napastnicy wtargnęli do fabryki noży Gerlach, zmusili jej właściciela Antoniego Kobylańskiego (brata Kazimierza, sądzonego później w procesie szesnastu) do otwarcia kasy, którą obrabowali. Następnie zamordowali Kobylańskiego, aptekarza Stanisława Makomaskiego, a także pięciu członków Narodowych Sił Zbrojnych: Józefa Staszewskiego, Zdzisława Pierścińskiego oraz trzech braci – Edwarda, Stanisława i Józefa Suskiewiczów. Część ofiar zabito strzelając w tył głowy, pozostałych zamordowano rozbijając im głowy kolbami i wypruwając wnętrzności bagnetem. Po ograbieniu zwłok z rzeczy osobistych i dobytku, grupa wycofała się z miasteczka nie niepokojona przez nikogo.
„Lwy” rozbił oddział niemieckiej żandarmerii w lutym 1943 roku. Z powodu stałych kłopotów z dyscypliną Ajzenmana zastąpiono na stanowisku dowódcy Stanisławem „Stachem” Wiktorowiczem (Ajzenman odtąd pełnił funkcję oficera politycznego), a po nagłośnieniu tej zbrodni w niepodległościowej prasie podziemnej, sprawa stała się dla komunistów niewygodna i zmieniono nazwę grupy na oddział „im. Ludwika Waryńskiego”. Dla okolicznej ludności zmiana ta przeszła niezauważalnie – rabunkowy charakter oddziału nie zmienił się, nadal nazywano ich „bandą Lwa”. Ostateczny koniec tej grupy GL-owców przyniosła akcja kilkunastoosobowego oddziału NSZ. Siedmiu z dziewięciu pojmanych „Lwów” rozstrzelano w lesie niedaleko Przysuchy za dokonane wcześniej rabunki. NSZ poinformowało o przeprowadzeniu tej akcji funkcjonariuszy gestapo.
Wojciech Lada podał, że w związku z bandyckim charakterem działań Ajzenman został skazany przez dowództwo komunistycznej partyzantki na karę śmierci.